# James Turberville
James Turberville (* in Bere Regis, Dorset; † 1. November 1559) war ein englischer römisch-katholischer Bischof.
James Turberville entstammte der Familie Turberville, einer alten, angesehenen Familie aus Dorset. Er war ein Sohn von John Turberville und dessen Frau Isabella, Tochter von John Cheverell. Sein Vater war Urenkel von Sir Robert Turberville.
Er wurde am Winchester College ausgebildet und 1512 Fellow des New College in Oxford. Am 17. Juni 1516 machte er einen Abschluss als Bachelor, dem am 26. Juni 1520 die im Ausland erhaltene Promotion folgte, die am 1. Juni 1532 anerkannt wurde. Von 1521 bis 1524 war er Tabellio oder Kanzler der Universität Oxford. 1541 wurde er Rektor von Hartfield in Sussex.
Turberville wurde am 21. Juni 1555 zum Bischof von Exeter ernannt. Am 8. September 1555 weihte Edmund Bonner, Bischof von London, ihn unter Assistenz von Thomas Thirlby, Bischof von Ely, und Maurice Griffith, Bischof von Rochester, in London zum Bischof. 1559 wurde er von Königin Elisabeth I. abgesetzt, weil er den Suprematseid ablehnte. Er wurde durch einen anglikanischen Nachfolger ersetzt.